# Torkom Ier Koushagian
Torkom Ier Koushagian (en arménien Թորգոմ Ա Գուշակեան ; né en 1874 et mort en 1939) est le 92e patriarche arménien de Jérusalem. Il est à la tête du patriarcat arménien de Jérusalem de son élection (16 juillet 1930), confirmée par les autorités mandataires britanniques, à sa mort ; il laisse un patriarcat aux dettes apurées et au patrimoine foncier augmenté.